# Paul Würtz
Paul Würtz (Wirtz eller Würtzen) (30. oktober 1612 i Husum – 23. marts 1676 i Hamborg) var en tysk-svensk kriger.
Würtz var søn af en kreaturhandler i Husum (Slesvig), men opdroges katolsk i Wien og trådte først i kejserlig, senere i svensk krigstjeneste. Han avancerede til oberst under
Karl Gustavs overbefaling, brugtes også som diplomat og udnævntes 1654 til generalmajor og kommandant i Stade. I 1655 blev han kommandant i Krakow og modstod her gentagne gange fjendens belejring, men indgik 1657 på en meget hæderlig kapitulation. Han ledede derefter forsvaret af Sveriges vigtigste fæstning, Stettin, og blev 1661 vicegeneralguvernør i Pommern.
1665 gik Würtz, efter at have forhandlet uden resultat om at træde i det med Frankrig forbundne Rhinforbunds tjeneste, i dansk tjeneste som feltmarskal og medlem af Krigs- og Statskollegierne. Han tog dog afsked herfra allerede samme år og var 1668-74 i Hollands tjeneste, hvor han fik lejlighed til at udmærke sig som feltmarskal i den krig, som udbrød 1672. Et brev, publiceret af adressaten, François Blondel, viser, at han meget tidligt udførte praktiske eksperimenter i materialprøvning.
Han er begravet i Oude Kerk i Amsterdam.